# Maurizio Marsico
Maurizio Marsico (Milano, 15 maggio 1960) è un musicista, compositore e produttore discografico italiano, anche noto per il suo progetto personale "Monofonic Orchestra".
Nel corso degli anni ha utilizzato anche altri pseudonimi e ha partecipato a incisioni collettive con progetti sotto i nomi di Fontana, Lectric Art, Maurizio & Maurizio, Frisk The Frog, Marsico, Soul Boy, Marsicoditrapani e altri.

## Biografia

### Studi e avvio della carriera musicale
Maurizio Marsico si diplomò al Conservatorio Giuseppe Verdi di Milano dove studiò Composizione Musicale Elettronica con Angelo Paccagnini, seguendo anche il laboratorio di musica jazz tenuto da Giorgio Gaslini suonando il pianoforte nella Junior Big Band anche in pubbliche esecuzioni.
Dal 1977 avviò il proprio percorso da artista musicale come compositore e autore in una Milano in cui arrivavano i primi influssi del punk rock e del post-punk, non disdegnando viaggi e puntate all’estero. Fu in questi anni che iniziò a usare il nome di Monofonic Orchestra, e sempre in questi anni iniziò la collaborazione con Maurizio Turchet nel progetto Maurizio & Maurizio, con cui i due confezionarono un 7" autoprodotto dal titolo "My Way/Just Another Way" nel 1980. Un'altra autoproduzione di questo primo periodo fu "As Diamond Clearness", una cassetta che documentava la performance concepita assieme a Roberto Taroni e Luisa Cividin e tenutasi alla Galleria nazionale d'arte moderna di Roma. Insieme ai due artisti collaborerà con musica originale registrata e come performer dal vivo anche ai lavori "Interference" (I.C.A. Theatre, Londra 1982) e "Splatter- filmopera" (Teatro Alighieri, Ravenna 1984).
Finito il conservatorio, Maurizio Marsico iniziò a insegnare musica alle scuole medie.

### 1981-1987: Tra New wave, italo disco e sperimentazione
Nel 1981 uscì per la Italian Records di Oderso Rubini il 12" "Music Design" a cui segue l'album intitolato "Friends' Portraits" a nome Monofonic Orchestra, un album composto da brevi jingle che rimescolano con spirito neodada ed ironia, sonorità ed intuizioni della musica contemporanea, del jazz, della italo disco e dell'elettropop. Dello stesso anno la partecipazione alla compilation Matita Emostatica della Materiali Sonori con il brano "Lucy's 1st Appointment - Musical Piece".
Sempre nell'81 su invito dei critici d'arte Francesca Alinovi e Renato Barilli si esibisce nel tour della quarta "Settimana Internazionale della Performance" e durante il "Wiener Festwochen" (nel Metropol di Vienna). Inoltre, suona dal vivo anche a New York nel club Underground come Monofonic Orchestra nella serata dedicata alla musica Intense & Extreme con un organico diretto da lui (basso e drum machine) più 4 bassisti: Perkin Barnes (poi produttore di Alan Vega e Suicide), Jeffrey Glenn (band di Glenn Branca), Elliott Sharp e Michael Brown (band di Rhys Chatham) e dividendo il cartellone con Glenn Branca e Z'EV. Si esibisce inoltre in solo nella galleria d'arte del South Bronx Fashion Moda e in duo con il batterista Dav Wald nella galleria InRoads a Soho.
Ma furono di questi primi anni Ottanta anche i legami con la rivista Frigidaire, di cui Marsico divenne un riferimento per la musica, lavorando a stretto contatto con disegnatori come Stefano Tamburini, Tanino Liberatore, Massimo Mattioli e Andrea Pazienza. In questo contesto uscì in allegato al numero di gennaio del 1982 lo split 7" assieme ai Naif Orchestra intitolato "Invito A Cena Con Monofonicorchestra/Invito A Letto Con Naif Orchestra". Red Ronnie aveva invece inserito un suo brano a nome Monofonic orchestra nel seminale doppio album Mission Is Terminated/Nice Tracks (Nice Label, 1983) uscito con l'ultimo numero della fanzine Red Ronnie's Bazaar. Il doppio album vedeva un intero disco dedicato a un live dei Throbbing Gristle, mentre nel secondo vi era una raccolta di artisti che comprendeva tra gli altri Confusional Quartet, Skizo, Enrico Serotti, Luca Miti, i Rats, i Neon e gli Psychic TV.
Nel 1982 è invitato a Rimini alla mostra internazionale Sonorità Prospettiche Suono / Ambiente / Immagine, a cura di Franco Masotti, Roberto Masotti, Veniero Rizzardi e Roberto Taroni (dal 30 gennaio al 15 marzo presso la Sala Comunale d'Arte Contemporanea), dove partecipa (come Monofonic Orchestra) con un'installazione sonora (Audible) e (come Maurizio Marsico) con una performance (Sic Sonora Sit iucunda) per otto gruppi di bassi elettrici.
Nel 1983 partecipò, al fianco di Matia Bazar, Magazzini Criminali ed altri, all'album/progetto di Alessandro Mendini "Architettura Sussurrante" (Ariston, 1983) con “Arredo Vestitivo”, un brano originariamente composto per le vetrine di Fiorucci e nel 1984 compose la sigla del programma televisivo di Rai 1 condotto dall’esordiente Serena Dandini “Obladi oblada”, in cui suona anche come musicista resident nei panni del Maestro Marsico. Sempre nel 1984 suona al Les Bains Douches di Parigi alla presentazione del libro Musicomix (Artefact) che raccoglieva storie a fumetti a tema musicale di celebri disegnatori italiani tra cui Pazienza, Liberatore, Mattotti, Cadelo, Carpinteri, Brolli e altri, e che, nell'edizione a tiratura limitata, includeva il suo "Rap 'n' Roll" in vinile (12") realizzato con lo pseudonimo di Frisk The Frog.
Nel novembre del 1986 partecipa al convegno Bolidista di Merano, in qualità di musicista bolidista, e compone l'inno ufficiale del movimento.

### 1988-1998: Tra musica cosmica, contemporanea e horror
Era del 1986 il primo film italiano in elettronica computerizzata intitolato Mefisto funk e diretto da Marco Poma. Marsico aveva composto le musiche coinvolgendo i musicisti Daniele Cavallanti, Paolo Panigada, Giancarlo Fumagalli ed Andrea Tich, e fu proprio con quest'ultimo che nel 1991 realizzerà l'album "Milano città nella città" (Tamm), un'opera strumentale in cui anche la voce viene pensata come strumento tra gli strumenti, evocando un percorso visuale pensato come fosse una colonna sonora per la città di Milano. Milano ritorna poi nell'album "Il Sole visto dal Cielo" (Desert Rain, 1994), immaginato nel Planetario Ulrico Hoepli ed in seguito utilizzato all'interno dello stesso per le osservazioni del cielo. L'album è composto da "languidi fraseggi chitarristici" che irrompono su piani sonori tra musica ambientale e musica cosmica.
Nel 1996 produce l'album "Horror Vacui" di Massimo Giacon.
Nel 1998 come Maurizio Marsico & The Monofonic Orchestra apre l'ottava edizione della rassegna "Suoni e Visioni" eseguendo dal vivo la colonna sonora del film "Stereo" di David Cronenberg, scritta ex-novo da lui (il film in origine era senza musica) dopo averne ricevuto il benestare dal regista, insieme a Rhys Chatham (tromba filtrata elettronicamente), Giulio Capiozzo (batteria), Steve Piccolo (basso acustico) Tommaso Leddi (violino e chitarra elettrica), Robert Brown (Viola), Diego Maggi (Harmonium indiano). Un estratto sarà poi pubblicato nella compilazione "Suoni & Visioni" (Polygram, 1999).

### 2000-2020: Lanuova New wave
Nel corso dell'edizione 2001 del Ravenna Festival (22 giugno - 9 settembre, Museo d'Arte della Città) realizza per la colonna sonora del video della mostra di Silvia Lelli e Roberto Masotti dedicata alle fotografie di scena del Falstaff di Giuseppe Verdi, allestito al Teatro alla Scala (stagione 1980-81), la composizione originale Full- Stuff basata su rielaborazioni elettroniche dei temi verdiani.
Negli anni zero, partecipa in qualità di ospite alla realizzazione di diversi dischi: in "Hot Spot" del gruppo reggae Franziska (V2 Records, 2003) suona synth, piano elettrico e organo hammond, e nell'album omaggio "Invasioni Progetto musicale su testo di Manlio Sgalambro" (New Scientist, 2004), produce un brano originale con il testo del filosofo.
Ha anche collaborato, in varie vesti, a diverse testate giornalistiche (“Urban”, “Il Giorno”, “Series Magazine” di cui è stato direttore, “Epolis”…); si è occupato di videoarte, jingle pubblicitari e come direttore creativo (spesso con l'art director Roberto Da Pozzo) ha curato campagne pubblicitarie e progetti di comunicazione.
Nel 2010 la Alga Marghen pubblica l'album "Music Design - Early Works", una raccolta che include, oltre all'omonimo 12" ed una serie di brani del primo periodo, anche l'inedito "Telemania", ispirato alla Tafelmusik di Georg Philipp Telemann (1681-1767), eseguito alla viola barocca, rallentata e trattata elettronicamente, da Robert Brown.
Nel 2017 realizza insieme a Riccardo Sinigaglia (vecchio amico fin dai tempi del Conservatorio) e nello studio di quest'ultimo sul Lago d'Orta, "Nature Spontanee", un album di improvvisazione totale con strumenti elettronici. Nello stesso anno esce la retrospettiva curata da Christian Zingales "The Sunny Side of The Dark Side" che comprende numerosi outtakes, inediti, demo e curiosità scritti come Monofonic Orchestra, The Space Boys, Fontana e Frisk The Frog, ed alcune collaborazioni con Stefano Tamburini. Partecipa al Crack Festival al Forte Prenestino di Roma suonando insieme a Stefano Di Trapani, con cui nel 2020 realizzerà l'album "The Greatest Nots" (Plastica Marella), totalmente a quattro mani e a due voci.
Nel 2018 Marsico riprende in mano il progetto Monofonic orchestra per pubblicare un nuovo album a 36 anni dal precedente. Nasce così "Post_Human Folk Music" (Spittle New), composto di sonorità elettroniche ed acustiche tra techno e new age con "incursioni nel noir e nella fantascienza" e citazioni di Terry Riley. Dal concerto milanese del 2 marzo 2018 nato dalla collaborazione tra Monofonic Orchestra ed il duo post-industriale ODRZ, viene poi pubblicato il 7" "The End of the Beginning/ The Beginning of the End" (Luce Sia, 2018), un disco che documenta la radicalità di una performance che scompone e ricostruisce i brani di "Post_Human Folk Music" rendendolo ancor più rumoristico, straniante e surreale. Nello stesso anno, viene pubblicato anche il suo racconto "Nuvole di parole astratte colorate" all'interno del libro curato da Mario Gazzola "Soniche Strategie Oblique - 8 storie di musica ai confini del delirio" (Arcana Editrice), un'antologia di storie fantascientifiche interconnesse tra loro (e scritte oltre che dal curatore e da Marsico, da Lukha B. Kremo, Claudia Salvatori, Danilo Arona, Ernesto Assante e Andrea Carlo Cappi) ispirate alle card specifiche utilizzate da Brian Eno durante la produzione dell'album "1.Outside" di David Bowie.
Sempre nel 2019 partecipa con il brano "Expanded Interiors" all'album "Extrasussurrante" (Lacerba/Audioglobe) sorta di sequel di "Architettura Sussurrante" che comprende variazioni e outtakes dei brani del precedente disco, ad opera di quasi tutti i medesimi protagonisti più il producer Bottin.
Nel 2020, oltre a pubblicare "The Greatest Nots" con Stefano Di Trapani (aka Demented Burrocacao), un album di nuova New wave partecipa al lavoro di Piero Chianura "The Shape of Sound" (Amadeus Arte, su piattaforme digitali) suonando il pianoforte acustico, modificato elettronicamente con filtri e modulatore ad anello, nei tre brani "First Depths", "Second Depths" e "Third Depths". Esce inoltre il quinto volume (La Musica: Suoni, Segni, Parole 1977-1982) della collana Tutto Tamburo (Muscles Edizioni Underground) dedicata all'opera omnia di Stefano Tamburini, che include il CD "Stormy Leather" firmato Stefano Tamburini & Maurizio Marsico. A metà novembre è anche uscito in doppio CD il volume 9 della collana discografica 391- Voyage Through the Deep 80s Underground in Italy: Lombardia- (Spittle Records) dove è presente con due brani inediti del 1980: "Last Time" a nome 'Lectric Art (con Al Aprile e Luca Majer) e "Bassground" come Monofonic Orchestra.

### 2021 - 2022: Carnival
Il 10 gennaio partecipa insieme a numerosi artisti (tra cui Roberto Colombo, Francesco Bianconi, Boosta, Giorgio Li Calzi, Mario Biondi, Saturnino, Dardust, Andy Fumagalli, Porfirio Rubirosa, Davide Toffolo e molti altri) al Tribute Day dedicato da Rockol.it a David Bowie (a cinque anni dalla sua scomparsa), con cinque video originali diretti da Andrea Cavallari, dove interpreta 4 canzoni di David Bowie e una bonus track di Lou Reed. Nel sondaggio indetto per l'occasione da Velvet Goldmine e dal David Bowie Fans Italia entra nella top 20 con tutti e cinque i video, qualificandosi al secondo posto proprio con la bonus track "Satellite of Love", al settimo con "Lazarus" (eseguita insieme al gruppo The Finders) al nono con "China Girl", al decimo con "The Laughing Gnome" (realizzata insieme a Fra Massa) e al dodicesimo con "Word on a Wing".
Il 26 marzo esce l'album "Acoustica. Codex Metastasio Post Box" di Rodolfo Montuoro (Believe Digital/Ai Music): canzoni scritte mescolando i suoi autori preferiti (Dante, Barbusse, Ottieri), gli anonimi cantori baschi e suoi testi (il blog dell'Alligatore) e che reca la dicitura Monofonic Orchestrated by Maurizio Marsico "un disco forbito, avveniristico, un disco non-disco, dall'apice artistico disarmante, che approda nel porto del raro anacronismo scritturale " (Max Casali - Music Map).
Il 21 novembre partecipa all'Electroclassic 2021 con il brano "Amplitude" per pianoforte acustico, suonato da lui stesso, e treatments elettronici (eseguiti da Piero Chianura). Il 26 dello stesso mese esce la compilation, a cura di Fred Ventura, "Milano Undiscovered - Early 80s Electronic Disco Experiments!" (Spittle Records) che include gli inediti "No Monsters" e "Splatter".
Il 29, sempre di novembre, esce in versione compact disc e digitale: "ODRZ 66 - Reworked by Jan M. Iversen " (TibProd), in cui il musicista e produttore norvegese rielabora completamente il progetto numero 66 del duo industrial ODRZ che include, oltre alla partecipazione di Maurizio Marsico (Monofonic Orchestra) alla creazione e registrazione di un brano, le analoghe collaborazioni di Paolo L. Bandera, Mademoiselle Bistouri, Enten Hitti, Osvaldo Schwartz, Francesco Zago e numerosi altri, ognuno con un brano a testa, in qualità di recording artist ospiti.
In Francia viene dato alle stampe il libro "Buongiorno POP, 100 albums italiens de 1960 à nos jours" (Rosario Ligammari, Le Mot et le Reste) in cui "The Sunny Side of the Dark Side" è incluso tra i 100 dischi italiani più rappresentativi dal 1960 ad oggi, in riferimento all'anno di pubblicazione (2017)
Il 20 maggio 2022 viene pubblicato l'album "Turn to see me" dei The Dining Rooms (LP, CD e digitale, Schema Records) che include il brano "What's Your Path, Man" (scritto da Stefano Ghittoni, Cesare Malfatti, Maurizio Marsico e Jonathan Clancy), in cui suona il piano elettrico Rhodes.
il 30 maggio esce "Carnival - The Roger Stanza Sessions" (LP e digitale, Plastica Marella) a nome Monofonic Orchestra e prodotto da Maurizio Marsico e Mauro Tondini, che Stefano I. Bianchi recensisce sulla rivista Blow Up (#289) come disco del mese.
Il 1 luglio Alex Paterson e Youth suonano l'album quasi interamente durante il radio show Cosmic Odissey su WNBC radio di Londra e Dr. Rob ne parla in termini entusiastici sul suo blog Ban Ban Ton Ton.
Il 19 luglio è invitato al MACRO, Museo d'Arte Contemporanea di Roma, nell'ambito della rassegna Rewind/Recount a conversare insieme a Demented Burrocacao e a guidare il pubblico all'ascolto di una selezione di brani che percorrono oltre quarant'anni di produzioni artistiche e musicali.
Il 10 dicembre, l'etichetta elvetica Luce Sia pubblica in vinile 12" e in digitale il mini album Pre-Monofonic Orchestra, che raccoglie cinque composizioni inedite di Maurizio Marsico registrate tra il 1977 e il 1979 nell'aula di composizione musicale elettronica del Conservatorio G. Verdi di Milano.

### 2023 - 2024: Starless Variations
Il 18 febbraio è al Mart di Rovereto dove, in versione Marsicoditrapani (insieme a Stefano Di Trapani), partecipa suonando dal vivo a Sabato Pop Eretico, evento di finissage della mostra Eretici, Arte e Vita a cura di Denis Isaia (da un'idea di Vittorio Sgarbi) e dove, in una sala allestita in stile "disco", un juke box suona una playlist selezionata da Demented Burrocacao che, tra gli altri, includeva i suoi brani Crish Crash, Tongue in Cheek Giulia e Mefistofunk.
A fine marzo l'etichetta Spittle Dependance pubblica l'album "Milano Undiscovered 2023" (in vinile e digitale), a cura di Fred Ventura, a cui partecipa a nome Soul Boy insieme a Mauro Tondini in qualità di co-produttore e coautore del brano inedito B-Side.
Nell'estate 2024 all'interno della collezione permanente del MAMbo di Bologna appare una serie di pannelli dedicati alle Settimane della Performance all'interno dei quali, nelle sezioni 1981 e 82 sono riportate menzioni e foto di performance e installazioni di Monofonic Orchestra.
A fine settembre esce l'album Starless Variations sempre a nome Monofonic Orchestra realizzato insieme a Massimo ODRZ Mascheroni e Jan M. Iversen per l'etichetta norvegese TIBProd  composto da una parte registrata dal vivo a Milano e da una rielaborazione della stessa completamente modificata in studio a Stavanger, che Ivo Franchi su Musica Jazz descrive così: "ricordare un capolavoro del rock progressivo ( e non solo) per dimenticarlo e per andare oltre. Suona come un paradosso - ma forse non lo è".
A novembre, nel catalogo della grande retrospettiva dedicata a Elio Fiorucci (a cura di Judith Clark, Electa 2024) presso la Triennale di Milano, appare la menzione, nell'anno 1982, della storica performance musicale realizzata, in collaborazione con Alessandro Mendini e Studio Alchimia.

## Stile
Polistrumentista e pioniere della prima stagione disco pop made in Italy, ha esplorato/sperimentato nei campi più disparati, dall’Italo disco all’avanguardia, dal jazz alla musica cosmica, passando per la no wave.
Si è definito “compositore ba-rock-co-cò” e il critico Franco Zanetti ha scritto di lui: “Se uno come lui fosse nato negli Stati Uniti, o in Gran Bretagna, i nostri giornalisti ‘di tendenza’ l’avrebbero già beatificato da vivo”.
La maggioranza dei suoi progetti musicali (in particolare quelli legati alla new wave) è orientata a una sperimentazione — talvolta estrema — ben radicata nell’ambito del pop; è un esempio tipico di questo filone “Rap’n’roll” del 1983, un brano pionieristico nella sua attenzione al genere allora giovanissimo del rap, realizzato col nome di Frisk The Frog in connessione con un fumetto di Massimo Mattioli. È però spesso evidente nel  lavoro di Marsico un distinto filo conduttore, l’interesse per la ricerca artistica dei compositori classici contemporanei, che ha portato anche a riferimenti diretti, nella sua musica, all’opera di Terry Riley, come ad esempio nel brano "An Eyebrow in Cursed Fair" presente in "Post_Human Folk Music" (Spittle New 2018).

## Discografia essenziale

### Come Maurizio Marsico
Album
- 1981 – As Diamond Clearness (con Luisa Cividin e Roberto Taroni), cassetta, autoproduzione
- 1987 – Mefistofunk (Colonna Sonora Originale), LP, (DDD - La Drogueria di Drugolo)
- 1991 – Milano Città Nella Città (con Andrea Tich), LP, Tamm
- 1994 – Il Sole Visto Dal Cielo, CD, Desert Rain
- 2003 – The Composer's Cut, Auditorium
- 2017 – Nature Spontanee (con Riccardo Sinigaglia), CD, Solchi Sperimentali Discografici
- 2022 - Pre- Monofonic Orchestra, 12", Luce Sia

Singoli
- 1984 – Funk Sumatra, 7"/12", Discomagic Records

### Come Monofonic Orchestra
Album
- 1981 – Friend's Portraits, LP, Italian Records
- 2018 – Post_Human Folk Music, LP/CD, Spittle Records
- 2022 - Carnival, the Roger Stanza Sessions, LP, Plastica Marella
- 2024 - Starless Variations, CD, TIBProd

Singoli
- 1981 – Music Design, 12", Italian Records
- 1982 – Silver Surfin', 12", Ariola Records
- 1982 – Invito a Cena Con Monofonicorchestra/Invito A Letto Con Naif Orchestra, 7", Frigidaire (split con Naif Orchestra, allegato al numero di gennaio 1982 della rivista)
- 2018 – The End Of The Beginning/The Beginning Of The End, 7", Luce Sia

### Come Marsico
Singoli
- 1984 – Funk Sumatra, 12"/7", Discomagic

### Come Soul Boy
Singoli
- 1985 – Baby Blue, 12", Italian Records

### Con Maurizio & Maurizio
Singoli
- 1980 – My Way/Just Another Way (con Maurizio Turchet), 7", autoproduzione

### Singoli
- 1981- Ta ki ta (con Al Aprile e Luca Majer), 7", Baby Records

### Con Frisk The Frog
Singoli
- 1983 – Rap'n'Roll (con Roberto Galli), 12", Jumbo Records
- 1983 – Take My Love/Rap'n'Roll (con Roberto Galli, split con Susan Morgan), 12", S.P.Q.R./Jumbo Records

### Con Marsicoditrapani
Album
- 2020 – The Greatest Nots (con Stefano Di Trapani), LP, Plastica Marella